# Marko Emilije Lepid (187. pr. Kr.)
Marko Emilije Lepid (Marcus Aemilius Lepidus, ? - 152. pr. Kr.) bio je rimski političar i diplomat koji je dva puta izabran za konzula. 
Kao praetor je godine 191. pr. Kr. služio kao guverner Sicilije. Za konzula je izabran 187. pr. Kr. Iste je godine zajedno s kolegom Gajem Flaminijem pobijedio Ligurce. Tada je nadgledao izgradnju ceste koja je po njemu nazvana Via Aemilia a koja dan-danas spaja gradove Piacenza i Rimini. Ustanovio je rimske kolonije Parma i Modena a po njemu je nazvan rimski logor Regium Lepidi (današnji grad Reggio Emilia). Od godine 180. pr. Kr. je služio kao pontifex maximus a od 179. pr. Kr. je bio princeps senatus. Iste je godine izabran i za cenzora. GOdine 175. pr. Kr. po drugi put je izabran za konzula. 